# テディ・ダン
テディ・ダン (Teddy Dunn) はアメリカ合衆国出身の俳優。

## 略歴
ノースウェスタン大学で学ぶ。2004年の『ギルモア・ガールズ』でテレビにデビュー。同年から始まった人気シリーズ『ヴェロニカ・マーズ』で主人公ヴェロニカのボーイフレンド・ダンカンを演じた。しかし制作サイドと揉めたために、シーズン2で番組を降板した。

## 主な出演作品

### 映画
- クライシス・オブ・アメリカ The Manchurian Candidate (2004)
- ジャンパー Jumper (2008)

### テレビ
- ギルモア・ガールズ Gilmore Girls (2004)
- ヴェロニカ・マーズ Veronia Mars (2004-2006)
- グレイズ・アナトミー Grey's Anatomy (2006)
- CSI:NY CSI: NY (2008)